# プーサン
プーサンは、横山泰三による日本の風刺漫画作品および、それを原作とした映画作品。

## 概要
1950年（昭和25年）7月から1953年（昭和28年）12月29日までの3年間、毎日新聞夕刊に4コマ漫画として連載された。映画化される（後述）など人気絶頂であったにもかかわらず、連載が短期間で終了したのは、横山が「ある幹部が事あるごとに描き直しを命じてくる」ことに嫌気が差し、出張先の電話口で「やめます」と口走ったためである。この電話の際、横山のそばにはたまたま朝日新聞社の扇谷正造がおり、その縁で横山の新聞漫画は翌年から朝日新聞『社会戯評』に移った。
『プーサン』は、1965年（昭和40年）9月に掲載媒体が週刊新潮に移って再開され、体裁が6コマに変わり、1989年（平成元年）7月まで長期にわたって連載された。
横山が「プーサン」の名に込めた意味は特になく、「パピプペポがおもしろい」と思い付き、「パーサン」「ピーサン」「プーサン」「ペーサン」「ポーサン」と順に口に出し、語呂の面白いものに決めただけだという。
ふきだしはセリフを示す用途としては使われず、セリフは登場人物の横にそのまま添えられた。また、連載初期にはカタカナとごく少量の漢字のみが使われた。
当初は「プーサン」という主人公が、様々な役柄に扮し、ニュースに基づいた様々な出来事に巻き込まれる内容であった。プーサンは長い鼻と大きな丸い目を持つものの、禿頭の無個性な造形であり、これについて指摘した中野好夫に対して横山は「線だけでやろうと思って」と答えたという。また横山は、編集者に対してプーサンは「読者一人一人なのさ」とも答えている。鶴見俊輔はプーサンを「抽象的人物」「どこの誰とでも交換できるオノレ」と指摘したうえで、「泰三の漫画を戦後のものとしている重要なエレメント」と評している。
作中において、プーサンは次第に登場頻度が減り、似顔で書かれた人物や、擬人化された概念（目鼻と手足がついた富士山＝日本、頭部がテレビになった人間＝マスコミなど）が登場するものになっていった。
横山は毎日新聞での連載終了後の1954年（昭和29年）、この作品で第2回菊池寛賞を受賞した。

## 映画
1953年（昭和28年）に東宝製作、市川崑監督で映画化された。その際は原作に同じ作者の『ミス・ガンコ』が加えられた。作者の泰三と兄の横山隆一が端役で出演している。

### 製作
- 監督を担当した市川崑が持ち込んだ企画で、藤本真澄の快諾の元、製作は始まり、プーサンとミス・ガンコの恋愛をベースにストーリーを構築し、合間に原作の四コマの出来事を挿入していく脚本の構成が採られた。劇中に登場する銀行場面は日本橋の日本銀行本店でロケがされている。主役を演じる伊藤雄之助が血のメーデーに巻き込まれる描写は、実際のニュース映像に新撮した映像を挿入して作られているが、事件現場となった皇居前広場では撮影できず、東宝撮影所近くの馬事公苑でロケ撮影されているが、重量のあるミッチェルカメラを手持ちで撮影した映像を、現像処理の段階でフィルムの粒子を荒くしてニュース映像に画質を合わせるという工夫がなされている[6]。

### スタッフ
- 製作：藤本真澄
  - 製作：金子正且 ※クレジット表記なし
- 横山泰三 作
  - プーサン：毎日新聞、ミス・ガンコ：サンデー毎日 連載
- 脚本：和田夏十
- 脚本協力：永來重明、市川崑
- 撮影：中井朝一
- 美術：阿久根巌
- 録音：下永尚
- 照明：石井長四郎
- 音楽：黛敏郎
- 監督助手：古澤憲吾
- 編集：坂東良治
- 特殊技術：東宝技術部
- 記録：土屋テル子
- 製作担当：根津博
- 現像：東宝現蔵所
- 監督：市川崑

### キャスト
- 予備校の数学教師･野呂米吉：伊藤雄之助
- 予備校生・泡田：小泉博
- 警官・甲賀：小林桂樹
- 金森カン子：越路吹雪
- 英子：杉葉子
- 看護婦・織壁：八千草薫（宝塚）
- 五津平太：菅井一郎
- 予備校の学院長：加東大介
- 医師・手塚：木村功
- カン子の父・風吉：藤原釜足
- ストリッパー：メリー・松原（日劇ミュージックホール）
- カン子の母・らん：三好栄子
- 実業家：村上冬樹
- 党員：田島義文
- 蒲鉾屋：トニー・谷
- 予備校生・古橋：山本廉
- 肺病の学生：平田昭彦
- 新橋の医者：谷晃
- 取調べの刑事津田光男、恩田清二郎
- 野呂の先輩・野毛山：山形勲

#### 特別出演
- 警官：横山隆一、横山泰三
- カン子の恋人･宇賀神：黛敏郎
- 酒場の女主人：川辺るみ子
- 佐藤先生：佐藤美子
- 酒場の画家：高野三三男
- 酒場の酔客：宮田重雄

※映画クレジット順
※以下クレジット表記なし
- サングラスの男：向井淳一郎
- 警官：堺左千夫
- 酒場の先生：土屋詩朗
- 自首してきた男：大村千吉
- 警官：緒方燐作、渋谷英男、橘正晃（大山）、中島春雄
- 店主：瀬良明
- 医者：勝本圭一郎
- 映写技師：門脇三郎
- 警察署の男：夏木順平

### ビデオソフト
かつて会員制ビデオ通信販売機構のキネマ倶楽部から、「日本傑作映画全集」レーベルの1本としてVHSソフトが発売されていた。